# Jean Cossard
Pour les articles homonymes, voir Cossard.
Jean Cossard, né le 29 octobre 1764 à Troyes et mort le 28 octobre 1838 à Paris, est un peintre français. Il est le fils de Pierre Guillaume Cossard et sa nièce est Mlle Cossard.

## Biographie
Jean Cossard est né le 29 octobre 1764 à Troyes.

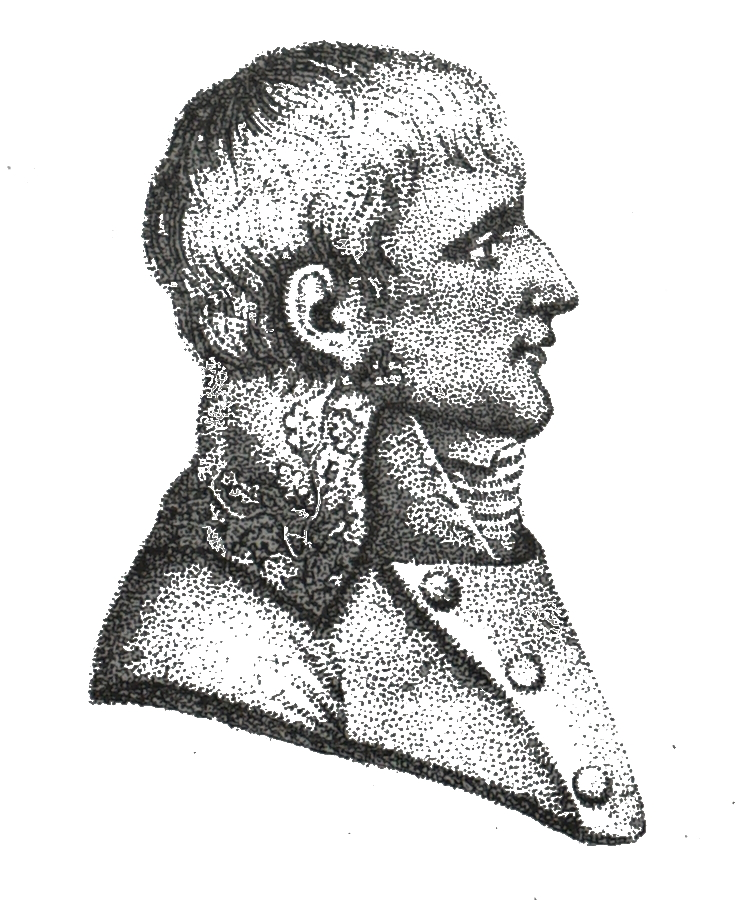
Portrait de Bonaparte en 1798.

Il est le fils de Pierre Guillaume Cossard et un élève de Vincent il avait été pensionné en 1784 par un prix de l'école troyenne de peinture. Il a peint un portrait de Bonaparte partant pour l'Egypte, puis fut peintre miniaturiste et a montré son travail au Salon de 1808.
Il est mort le  28 octobre 1838 à Paris.

## Œuvres
- Tête de vieillard[3]
- Portrait de Bonaparte, 1798.